# Elbert E. Martin
Elbert Eli Martin (22 tháng 1 năm 1881 – 1 tháng 9 năm 1956) là người viết tốc ký của Tổng thống Hoa Kỳ Theodore Roosevelt. Ông được biết với việc khống chế thủ phạm John Schrank sau vụ mưu sát Theodore Roosevelt. Martin phục vụ trong Quốc hội Vermont.

## Đầu đời
Elbert Martin sinh ra ở Manchester, New Hampshire. Ông học trung học ở Rhinelander, Wisconsin và tốt nghiệp Trường trung học Rhinelander, ông là cầu thủ bóng bầu dục ở trường này. Sau khi tốt nghiệp trung học, ông chuyển đến Michigan và theo học tại Đại học Kinh doanh Big Rapids, ông cũng là cầu thủ bóng bầu dục ở trường này. Năm 1912, ông tốt nghiệp Đại học Luật Detroit với bằng luật.

## Sự nghiệp
Martin chuyển đến Thành phố New York và vào ngày 16 tháng 8 năm 1912, bắt đầu làm việc cho Theodore Roosevelt với vai trò là người viết tốc ký; vì hình thể và xuất thân chơi bóng của mình, Martin là vệ sĩ không chính thức của Roosevelt khi đi vận động tranh cử Tổng thống Hoa Kỳ. Ở Saginaw, Michigan, Martin đẩy một người đàn ông xuống rãnh nước trong lúc hộ tống Roosevelt; Roosevelt nhận thấy Martin đôi lúc quá cộc cằn với mọi người.

### Vụ mưu sát Theodore Roosevelt
Vào ngày 14 tháng 10 năm 1912, Martin hộ tống Theodore Roosevelt đến Milwaukee, Wisconsin và nhận thấy sắp xảy ra một vụ mưu sát cựu tổng thống. Rời khỏi khách sạn Gilpatrick, Roosevelt đi ra ngoài và bước vào một chiếc xe mui trần đã chờ sẵn. Khi Martin vào xe, một người đàn ông tên John Schrank bước tới và bắn Roosevelt. Ngay khi phát súng bắn vào ngực Roosevelt, Martin khống chế thủ phạm. Ông tóm cổ Schrank và lấy súng ngăn không cho thủ phạm nổ súng lần hai. Martin sau đó lôi người đàn ông đến gần Roosevelt và nói, "Hắn đây. Nhìn hắn, Đại tá." Schrank cố nổ súng lần hai, nhưng hành động dứt khoát của Martin trong việc khống chế Schrank và tước vũ khí có lẽ đã cứu Roosevelt thoát khỏi cái chết. Tờ Boston Evening Transcript đã gọi Martin là "Anh hùng cơ hội". Roosevelt đưa cho Martin khẩu súng của thủ phạm cùng với vỏ đạn đã qua sử dụng, năm viên đạn và một chiếc đồng hồ vàng có khắc dòng chữ "To Elbert E. Martin from Theodore Roosevelt in Remembrance of October 14, 1912". Roosevelt không bị thương nghiêm trọng vì phát súng đầu tiên xuyên qua bài diễn văn dài 50 trang được gấp làm đôi, và hộp mắt kính của ông; Martin quyết ngăn thủ phạm nổ súng lần hai.

## Sự nghiệp sau đó
Vào những năm 1940, Martin làm việc cho một công ty luật ở Detroit. Ông sau đó chuyển đến Vermont và tiếp tục phục vụ 10 năm trong Quốc hội Vermont, đại diện thị trấn Putney. Ông còn là giám đốc quảng cáo và cố vấn pháp lý cho Khách sạn Vanderbilt.

## Gia đình
Martin kết hôn vào năm 1912; hai vợ chồng sống tại Thành phố New York và có một người con gái, sau đó chuyển đến Vermont, Detroit và Idaho. Martin qua đời ngày 1 tháng 9 năm 1956, tại Bệnh viện Steele Memorial ở Salmon, Idaho, sau năm tuần nằm viện. Tang lễ của ông diễn ra tại Nhà tang lễ Jones và được an táng ở Salmon.